# Чорників
Чо́рників — село в Україні, в Устилузькій міській територіальній громаді Володимирського району Волинської області. Неподалік від села розташована станція Лудин, на якій працює пункт контролю на кордоні з Польщею Лудин — Грубешів. Засноване у 1885 році

## Сучасність
Населення становить 203 особи. Кількість дворів (квартир) — 70. Із них 16 нових (після 1991 р.).

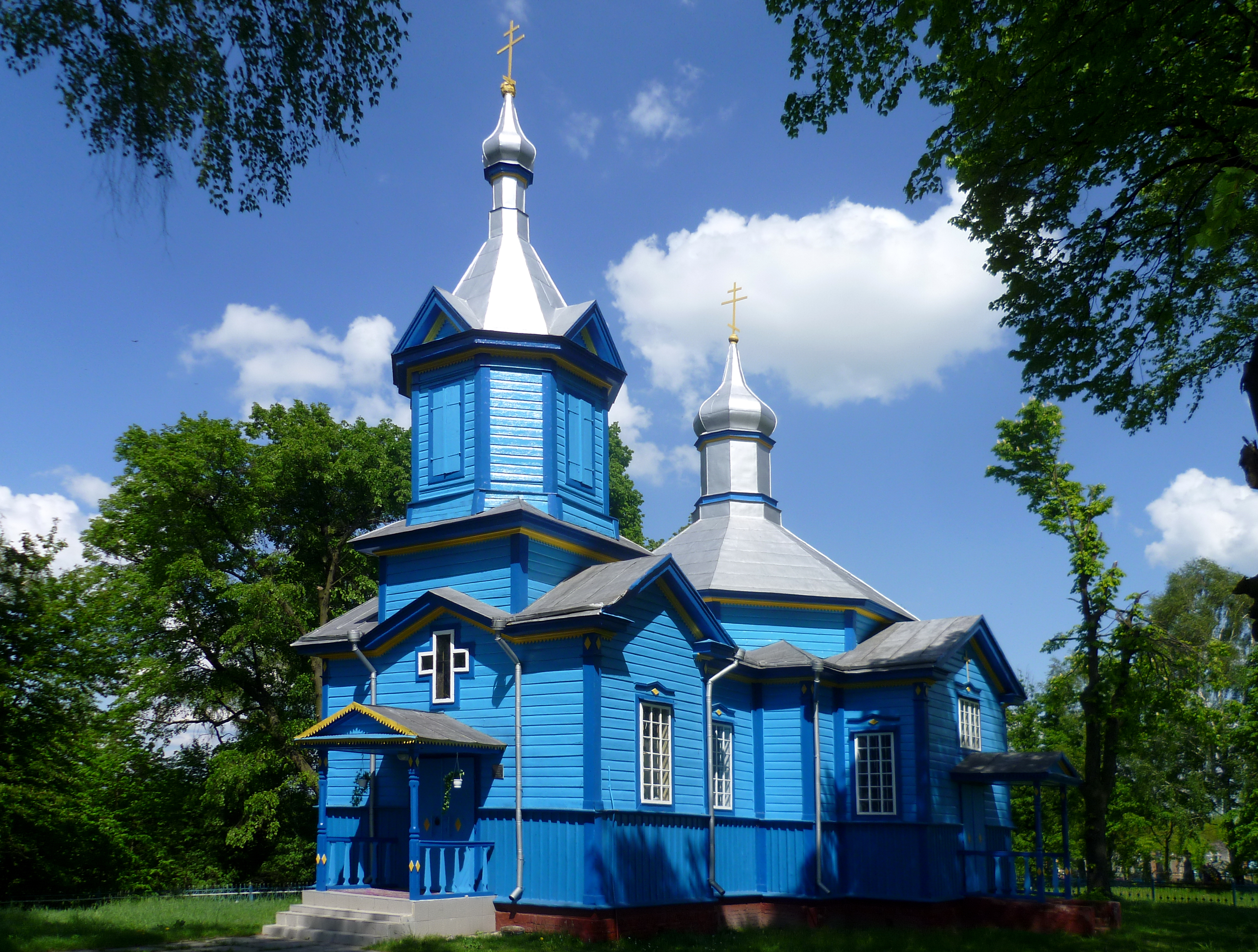
Свято-Троїцька церква

У селі працює початкова школа на 20 місць, клуб, фельдшерсько-акушерський пункт, 2 телефонних номери, торговельний заклад. Діє Свято-Троїцька церква, зведена 1907 року (належить до УПЦ МП, кількість парафіян — 210 осіб).
В селі доступні такі телеканали: УТ-2, 1+1, Інтер, Обласне телебачення. Радіомовлення здійснюють Радіо «Промінь», Радіо «Світязь», Радіо «Луцьк».
Село негазифіковане. Дорога з твердим покриттям в незадовільному стані. Наявне постійне транспортне сполучення з районним 21 км (автошлях місцевого значення) та обласним центрами.
Мовознавець Ющук Іван Пилипович, уродженець цього села, вважає правильною ту назву, яка була раніше — Черників. Вона відповідає фонетичним законам української мови[джерело?].
У серпні 2015 року село увійшло до складу новоствореної Устилузької міської громади.
12 червня 2020 року, відповідно до розпорядження Кабінету Міністрів України № 708-р «Про визначення адміністративних центрів та затвердження територій територіальних громад Волинської області», увійшло до складу Устилузької міської територіальної громади.
19 липня 2020 року, в результаті адміністративно-територіальної реформи та ліквідації  Володимир-Волинського району(1940—2020), село увійшло до новоутвореного Володимир-Волинського району (від 18 липня 2022 Володимирського).

## Історія
У 1906 році село Хотячівської волості Володимир-Волинського повіту Волинської губернії. Відстань від повітового міста 17 верст, від волості 6. Дворів 73, мешканців 506.

## Населення
Згідно з переписом УРСР 1989 року чисельність наявного населення села становила 215 осіб, з яких 92 чоловіки та 123 жінки.
За переписом населення України 2001 року в селі мешкали 202 особи.

### Мова
Розподіл населення за рідною мовою за даними перепису 2001 року:
| Мова       | Відсоток |
| ---------- | -------- |
| українська | 99,51 %  |
| російська  | 0,49 %   |